# Acanthocope armata
Acanthocope armata là một loài chân đều trong họ Munnopsidae. Loài này được Chardy miêu tả khoa học năm 1972.